# Bassevelle
Bassevelle település Franciaországban, Seine-et-Marne megyében. Lakosainak száma 385 fő (2022. január 1.). Bassevelle Nogent-l’Artaud, Pavant, Orly-sur-Morin, Sablonnières, Charly-sur-Marne, Boitron, Bussières és Hondevilliers községekkel határos.

## Népesség
A település népességének változása:
| Lakosok száma | 342  | 339  | 355  | 364  | 377  | 382  | 393  | 395  | 385  |
|               | 2013 | 2015 | 2016 | 2017 | 2018 | 2019 | 2020 | 2021 | 2022 |